# Combrit
Combrit (bret. Kombrid) – miejscowość i gmina we Francji, w regionie Bretania, w departamencie Finistère.
Według danych na rok 1990 gminę zamieszkiwały 2673 osoby, a gęstość zaludnienia wynosiła 111 osób/km² (wśród 1269 gmin Bretanii Combrit plasuje się na 216. miejscu pod względem liczby ludności, natomiast pod względem powierzchni na miejscu 397.).